# Hyperledger
Hyperledger (o proyecto Hyperledger) es un proyecto paraguas (proyecto sombrilla) de código abierto para la cadena de bloques iniciado en diciembre de 2015 por la Fundación Linux, para apoyar a los ledgers distribuidos basados en la cadena de bloques.  Está centrado en ledgers diseñados para apoyar transacciones empresariales globales, incluyendo importantes gigantes tecnológicos, financieros (como IBM, Intel o SAP SE), y compañías de cadena del suministro, con el objetivo de mejorar muchos aspectos de rendimiento y fiabilidad.  Los objetivos del proyecto son aunar un número de esfuerzos independientes para desarrollar estándares y protocolos abiertos, así como proporcionar un marco modular que soporte componentes diferentes para usos diferentes.  Esto incluiría una variedad de cadenas de bloques con su consenso propio y modelos de almacenamiento, y servicios para identidad, control de acceso, y contratos.

## Historia
En diciembre de 2015, la Fundación Linux anunció la creación del Proyecto Hyperledger. Los primeros miembros fundadores de proyecto fueron anunciados en febrero de 2016, y 10 miembros más y las bases de la junta directiva fueron anunciados el 29 de marzo. El 19 de mayo, Brian Behlendorf fue nombrado Director Ejecutivo del proyecto.
A comienzos de 2016, el proyecto empezó a aceptar propuestas para codebases y otras tecnologías para incubar, para inclusión potencial como elementos centrales de Hyperledger. Una de las primeras propuestas fue un codebase que combinaba trabajos anteriores de Digital Asset Holdings, el libconsensus de Blockstream, y la OpenBlockchain de IBM.  Esto fue nombrado más tarde Fabric.  En mayo, el ledger distribuido de Intel, nombrado Sawtooth, también fue incubado.
Al inicio había alguna confusión sobre si Hyperledger desarrollaría su propia moneda digital al estilo de Bitcoin, pero Behlendorf ha declarado sin reservas que el Proyecto Hyperledger nunca construirá su propia moneda digital.

## Miembros y dirección
Los miembros tempranos de la iniciativa incluyen compañías centradas en la cadena de bloques (Blockchain, ConsenSys, R3), otras compañías de tecnología (Cisco, Digital Asset Holdings, Fujitsu, Hitachi, IBM, Intel, NEC, NTT DATO, Red Hat, VMware), compañías financieras (ABN AMRO, ANZ Banco, BNY Mellon, Grupo CLS, Grupo CME, The Depository Trust & Clearing Corporation (DTCC), Grupo Deutsche Börse, J.P. Morgan, State Street, SWIFT, Wells Fargo), y otros (Accenture, Calastone, Créditos, Guardtime, IntellectEU, Nxt Fundation, Symbiont).

Miembros desde entonces:
29 de marzo de 2016: Blockstream, Bloq, eVue Digital Labs, Gema, itBit, Milligan Socios, Montran Labs, Ribbit.me, TTequa Creek Holdings, y Thomson Reuters
19 de mayo de 2016: Beijing Digital Finance, Broadridge, Cloudsoft, Coinplug, Cuscal, Eurostep Holdings, Soramitsu, y Skry.
En marzo, Blythe Masters, CEO de Digital Asset Holdings, fue elegida Presidente de la Junta Directiva. Charles Cascarilla, CEO de itBit, y Craig Young, CTO en VELOZ fueron elegidos para la Junta Directiva.

## Hyperledger Frameworks

### Hyperledger Burrow
Inicialmente impulsado por la startup Monax Industries y patrocinado por Monax e Intel. Es una cadena de bloques privada basada en el código de Ethereum. Permite el desarrollo de contratos inteligentes desarrollados en Solidity.

### Hyperledger Fabric
Es uno de los proyectos de Hyperledger más conocidos, inicialmente impulsado e implementado por IBM y Digital Asset aunque la comunidad de desarrolladores ha ido creciendo. Es una cadena de bloques de carácter privado y está orientada al uso empresarial gracias a la capacidad de realización de transacciones privadas. Tiene una arquitectura modular con una definición de roles entre los nodos de la infraestructura. Ha sido diseñada para ser una plataforma  multidisciplinaria, es decir, permite la creación de contratos inteligentes(llamados chaincode en Fabric) en cualquier lenguaje, por defecto en los inicios a la hora de implementar estos contratos inteligentes se utilizaba el lenguaje de programación de Google(Golang), pero con las sucesivas versiones se añadió el poder implementarlos en NodeJS, en la versión 1.3 ya se permitió implementarlos en Java, también es posible implementarlos en JavaScript(con Hyperledger Composer).
Hyperledger Fabric está orientado principalmente para proyectos de integración para lo cual se necesita una Tecnología de Distribución de Ledgers, tenemos el SDK para Go,Java y NodeJs.

### Hyperledger Indy
Cadena de bloques diseñada especialmente para dar apoyo a ledgers con identidad descentralizada. Proporciona herramientas, librerías y componentes reutilizables para proveer identidades digitales arraigadas en la cadena de bloques o en otros ledgers distribuidos de modo que sean interoperables en distintos dominios administrativos y aplicaciones.

### Hyperledger Grid
Este framework es un ecosistema de tecnologías, otros frameworks y librerías que trabajan juntos, dejando así elegir a los desarrolladores de aplicaciones que componentes son los más apropiados para su modelo de negocio.

### Hyperledger Iroha
Esta cadena de bloques está diseñada para poderse incorporar fácilmente a otros proyectos. Está muy orientada al desarrollo de aplicaciones móviles. Tiene un tipo nuevo de consenso asíncrono de una fase del tipo de Tolerancia a faltas bizantinas(BFT). Está desarrollado por Soramitsu, NTT Data y Colu.

### Hyperledger Sawtooth
Impulsado por Intel, es un framework modular que nos permitirá crear y ejecutar cadenas de bloques altamente configurables, incluye una herramienta de consenso dinámica que permite realizar cambios rápidos de algoritmos de consenso, entre todas estas opciones de consenso la más conocida es la llamada PoET(Proof of Elapsed Time), Sawtooth apoya los contratos inteligentes de Ethereum via "seth"(un procesador de transacciones de Sawtooth integrado en La Máquina Virtual de Ethereum de Hyperledger Burrow). Proporciona SDKs para Python, Go, JavaScript, Rust  y C++.

## Herramientas de Hyperledger

### Hyperledger Caliper
Herramienta de benchmarking para plataformas de la cadena de bloques. Analizará el grado de rendimiento de cualquier plataforma de cadena de bloques en función de un conjunto de casos de uso predefinidos. Produce informes con indicadores de rendimiento como transacciones por segundo, la latencia de la transacción, etc.
El objetivo de Caliper es usar los datos obtenidos como resultado para utilizarlos en como base en otros proyectos usando estos datos como referencia a la hora de elegir una implementación de la cadena de bloques que se ajuste a las especificaciones utilizadas.
Impulsada inicialmente por Huawei, Oracle, Bitwise, Soramitsu, IBM y la universidad de Budapest de Tecnología y Economía.

### Hyperledger Cello
Módulo de herramientas para la implementación de una cadena de bloques como un servicio, reduce el esfuerzo para crear, terminar y administrar los servicios de la cadena de bloques.
Desarrollada inicialmente por IBM al que se sumaron Intel, Soramitsu y Huawei posteriormente.

### Hyperledger Composer
Ofrece un marco de desarrollo y un conjunto de herramientas para agilizar la implementación de aplicaciones de la cadena de bloques. Desarrollado en JavaScript, aprovechando herramientas modernas como NodeJs, npm, CLI y editores populares, Hyperledger Composer ofrece  abstracciones centradas en el negocio así como apps de muestra que ayudan al desarrollo de robustas cadenas de bloques que hallen una mezcla entre los requisitos del negocio con los desarrollos tecnológicos.

### Hyperledger Explorer
Impulsado por La Fundación Linux, está diseñado de manera que la aplicación web sea simple y amigable para el usuario, se pueden ver,mostrar y listar nodos, bloques, estadísticas, transacciones, contactos inteligentes y muchos más.

### Hyperledger Quilt
Es una herramienta de la cadena de bloques orientada a los  negocios que ofrece interoperabilidad entre sistemas de registros distribuidos que utilizan el protocolo de registro interno.

### Hyperlerger Ursa
Es una librería flexible, modular y compartida de criptografía. Permite evitar que se duplique el trabajo que este encriptado e incrementar la seguridad en el proceso. Ursa consiste en un conjunto de subpoyectos que son un conjunto de implementaciones cohesivas de código encriptado o de interfaces para encriptar código. Hay actualmente dos subproyectos llamados librería "Base Crypto" y Z-mix.